# Slackware
Slackware je ena od prvih distribucij operacijkega sistema GNU/Linux. Je najstarejša še vzdrževana distribucija. Znana je po raznolikosti, stabilnosti in preprostosti, iz vidika sistemskega oblikovanja. Slackware poskuša biti najbolj podoben operacijski sistem Unixu. Zasnoval jo je Patrick Volkerding.

## Izdaje
| datum              | različica |
| ------------------ | --------- |
| 19. julij 1993     | 1.0       |
| 5. februar 1994    | 1.1.2     |
| 14. september 2005 | 10.2      |
| 2. oktober 2006    | 11.0      |
| 1. julij 2007      | 12.0      |
| 2. maj 2008        | 12.1      |
| 10. december 2008  | 12.2      |
| 26. avgust 2009    | 13.0      |
| 24. maj 2010       | 13.1      |